# Lithacodia castrensis
Lithacodia castrensis är en fjärilsart som beskrevs av William Schaus 1904. Lithacodia castrensis ingår i släktet Lithacodia och familjen nattflyn. Inga underarter finns listade i Catalogue of Life.